# PRT La Verdad
El PRT La Verdad fue un partido político argentino de ideología marxista-trotskista que surgió en 1968 a partir de la fractura del Partido Revolucionario de los Trabajadores (PRT) y que desapareció en 1972 para crear el Partido Socialista de los Trabajadores (PST). Se trataba en realidad de una continuación de Palabra Obrera si bien no siguió con la táctica del entrismo propia de esa fuerza.  Su líder más conocido fue el histórico dirigente trotskista Nahuel Moreno.

## Formación
El PRT se dividió  en febrero  de 1968 en dos fracciones debido a la cuestión de la lucha armada; cada fracción tomó el nombre del periódico que publicaba: el sector dirigido por Mario Roberto Santucho pasó a denominarse PRT-El Combatiente mientras que la fracción del PRT que siguió a Nahuel Moreno se llamó PRT-La Verdad. Los autores Ruth Werner y Facundo Aguirre (2007) señalan que el PRT La Verdad perdió una gran cantidad de cuadros que se fueron al PRT El Combatiente. Según el historiador Pablo Pozzi (2004) ambos PRT contaban con aproximadamente 200 militantes. Daniel Pereyra (2014) por su parte sostiene que la mayor parte de la militancia quedó en el PRT-El Combatiente.  
María Seoane (1992) señala que a fines de 1967 los militantes tucumanos del PRT presionaban sobre Nahuel Moreno y sus seguidores, bautizados como " morenistas" para que el PRT se definiera acerca de la cuestión militar, es decir de la lucha armada. Entre los argumentos a favor e la misma  se señalaba que no se podía enfrentar a las fuerzas armadas con piedras, machetes y cuchillos de pelar las cañas azucareras .En una reunión del Comité Central realizada en La Plata en enero de 1968,Moreno se opuso a la lucha armada. Argumentó que el Che Guevara había sido derrotado porque su movimiento se basaba " en la clase media desesperada y los lúmpenes. El mejor aporte que se le puede hacer a la revolución latinoamericana, aquí en la Argentina, es volcarse masivamente a la lucha sindical".
El PRT La Verdad asumió una postura crítica de la lucha armada en Argentina. Un artículo del periódico La Verdad del año 1971 afirmaba: “Las guerrillas urbanas y su acción, es verdad, son un factor real. Mas aun defendemos a los militantes de las imputaciones calumniosas de la burguesía o el Partido Comunista, los reconocemos como parte de las fuerzas revolucionarias del país y entendemos qué acciones también contribuyen, en general, al desequilibrio del régimen” si bien alertaba que “la guerrilla solo justificará su existencia si reconoce cuáles son las condiciones que posibilitaron su surgimiento y se adecua a ellas” (De Titto, 2016)
El histórico dirigente Ernesto González  que quedó en el PRT La Verdad consideró que el grupo "santuchista" terminó erróneamente  así atrapado en una lógica de guerra popular prolongada ,en una vanguardia de clase media, que soñaba con reditar la imagen del Che Guevara.

## Cuarto Congreso
En febrero de 1968 se realizó el Cuarto Congreso donde se decidió tomar el nombre de PRT -La Verdad. Participaron 30 delegados de las regionales norte, sur y oeste del Gran Buenos Aires, La Plata, Bahía Blanca y Mar del Plata y dos invitados de Córdoba y Salta (Werner y Aguirre, 2006).[cita requerida]

## El Cordobazo
El PRT-La Verdad consideró al Cordobazo y la Rosariazo como una semi-insurrección. (Werner y Aguirre,2006)[cita requerida]

## El GAN y el PRT-LV
En 1970 el PRT La Verdad realiza su Quinto Congreso en el cual afirmaba que la nueva etapa abierta a partir del Cordobazo era prerrevolucionaria. Ante el Gran Acuerdo Nacional, el PRT-LV criticaba las consignas de otros partidos de izquierda como "ni golpe, ni elección, revolución" porque no indicaban ninguna forma de acción concreta. Levantaba en cambio la consigna de que la CGT se convirtiera en un partido obrero y presentara sus propios candidatos, elegidos previamente en asambleas de fábricas como había pasado en la FOTIA antes de la caída de Illia (De  Titto, 2016). El GAN tenía el objetivo de frenar las movilizaciones obreras y populares mediante concesiones como aumentos de sueldos y conceder ciertas libertades democráticas según el PRT-LV. El PRT-LV fue crítico tanto del  “guerrillerismo” marxista o peronista como de la ultraizquierda maoísta a la cual tildaba de sectaria, como era el caso de Vanguardia Comunista o el PCR.  A su vez el PRT-LV  fue tildado de “reformista” o “ sindicalista” por otras corrientes de izquierda (De  Titto, 2016) [cita requerida]

## Inserción  estudiantil
Los grupos estudiantiles del partido publicaron Barricada y un diario para estudiantes secundarios denominado Avanzada. TAREA (Tendencia Antiimperialista Revolucionaria Estudiantil de Avanzada), era la agrupación universitaria del PRT La Verdad que había logrado posicionarse en la Facultad Filosofía y Letras y en Ciencias Exactas de la UBA y en arquitectura de la Universidad Nacional de la Plata. En Tucumán el PRT-LV tenía presencia en el sector de secundaria. En el verano de 1971 TAREA organizó un viaje de estudiantes a Bolivia a los efectos de poner en contacto al estudiantado argentino con la lucha de los bolivianos. Viajaron 52 estudiantes que fueron recibidos por el sindicato minero del siglo XX. También se entrevistaron con el máximo dirigente de la COB Juan Lechín y con otros dirigentes estudiantiles de la Universidad Mayor de San Andrés en la ciudad de La Paz (De Titto,2016).
El PRT-LV también envió en 1969 militantes a Uruguay, entre quienes viajó Ernesto González que era miembro de la dirección del partido, para iniciar un trabajo que culminó en la fundación del PRT uruguayo (De  Titto, 2016).[cita requerida]

## Movimiento obrero
El PRT La Verdad tenía presencia fabril en varias fábricas como Chrysler  en San Justo y Editorial Abril en la zona norte. En el caso de Editorial Abril, el dirigente sindical más conocido era Edy Barrionuevo. En esa empresa tenían presencia sindical en la planta fabril de Villa Adelina  y constituían la lista celeste de los trabajadores gráficos.

## El VI Congreso
En septiembre de 1971 se reunió el VI Congreso del PRT-LV bajo la presidencia honoraria de los militantes presos en Perú Hugo Blanco y Eduardo Creus. Se realizó en la calle Pasco al 1300 de la ciudad de Buenos Aires. Se registró el crecimiento del partido que tenía once locales o zonas partidarias con un incremento de 200 militantes. Se resaltaba el papel de la militancia en las fábricas del Gran Buenos Aires como Petroquímica Sudamericana, Chrysler en La Matanza, otras plantas automotrices como Citroën y en el Banco Nación (de Titto, 2016). Ruth  Werner y Facundo Aguirre (2006) calculan que el PRT-La Verdad contaba con 500 militantes y la tirada del periódico era de 2.500 ejemplares.

## Fusión con el Partido Socialista Argentino
En diciembre de 1971  el periódico  partidario La Verdad publica un acuerdo con el Partido Socialista Argentino-Secretaría Coral. En 1972 el PRT- La Verdad se une con el Partido Socialista que conducía Juan Carlos Hipólito Coral, dando nacimiento al PST (Partido Socialista de los Trabajadores).